# StarDict
StarDict ist ein Offline-Wörterbuch-Programm. Es benötigt GTK2. Die Wörterbücher sind UTF-8-codiert.
StarDict ist derzeit für folgende Plattformen erhältlich:
- Linux (x86)
- Windows

StarDict stellt ein Frontend für das DICT-Wörterbuchformat dar, für das zahlreiche freie Wörterbücher und Dictionaries im Internet verfügbar sind. Eine Besonderheit ist, dass im scan modus ein mit der Maus markierter Text unmittelbar übersetzt wird (Tooltip).

## Eigenschaften
Neben der Qualität der verwendeten Wörterbucheinträge ist die Eintragsstruktur ein Problem bei Programmen wie StarDict. Die Datensätze bestehen bei StarDict lediglich aus zwei Feldern.
Nicht vorhanden sind Standard-Import- und Exportformate, wie zum Beispiel TBX, sowie eine Schnittstelle für die WAN-basierte Eintragserfassung und Wörterbuchpublikation.

## Schnüffelverdacht
Wiederholt wurde in der Software code gefunden, der den Inhalt der Zwischenablage unverschlüsselt an chinesische Server überträgt.